# Mohammad-Reza Chatami

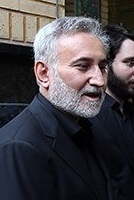
Mohammad-Reza Chatami

Mohammad-Reza Chatami (* 1959 in Ardakan; persisch محمد رضا خاتمی, auch: Reza Khatami) ist ein iranischer Politiker.
Seyyed  Mohammad-Reza Chatami studierte Medizin und praktizierte einige Jahre Nephrologie mit Schwerpunkt auf Nierenleiden. 1983 heiratete er Zahra Eshraghi, die Enkelin von Ajatollah Ruhollah Chomeini.
Er war von 1997 bis zum 8. August 2006 der erste Generalsekretär der größten reformerischen Partei der Islamischen Republik Iran, der Partizipationsfront des islamischen Iran. Heute ist er Mitglied im Zentralkomitee der Partei. Er ist der jüngere Bruder des ehemaligen Präsidenten und Reformers Mohammad Chatami.
Bei den Parlamentswahlen 2000 wurde Mohammad-Reza Chatami mit 1.794.365 Stimmen als Wahlsieger des Bezirks Teheran ins iranische Parlament Madschles gewählt. Zuvor war er zwei Jahre lang Vizeminister im Gesundheitsministerium und Verantwortlicher der mittlerweile verbotenen reformerischen Zeitung Mosharekat.
| Personendaten    | Personendaten          |
| ---------------- | ---------------------- |
| NAME             | Chatami, Mohammad-Reza |
| KURZBESCHREIBUNG | iranischer Politiker   |
| GEBURTSDATUM     | 1959                   |
| GEBURTSORT       | Ardakan                |